# Nafta (film)
Nafta – polski film psychologiczny z 1961 roku.

## Główne role
- Teresa Iżewska − Baśka Majewska-Surmacz
- Tadeusz Janczar − Szymek Surmacz, mąż Baśki
- Józef Para − Bronek
- Jerzy Śliwiński − kierownik kopalni
- Marian Nowak − kierowca Michał
- Zdzisław Lubelski − Kornobis
- Józef Duriasz − Antoś
- Halina Filipowicz − Kasia, wnuczka Michała
- Jarosław Kuszewski − Janek
- Karol Podgórski − leśniczy Józef
- Wiesław Kowalczyk − Obala
- Mieczysław Łoza − Bednarek
- Jadwiga Andrzejewska − Majewska, matka Baśki
- Sabina Mielczarek − gospodyni
- Krystyna Feldman − swatka
- Jadwiga Pytlasińska − matka Józefa
- Zdzisław Karczewski − Wojciech Majewski, ojciec Baśki
- Leon Załuga − Błażej, chłop z Powrozów

## Fabuła
Szymek jest młodym chłopem ze wsi, który jest skłócony ze swoim środowiskiem. Podejmuje pracę w ekipie geologicznej. Żeni się z Basią - mimo sprzeciwu jej rodziców - i mieszkają razem. Z trudnościami przystosowują się do otoczenia i nowej pracy. Basia w końcu odchodzi od Szymka, ale kiedy odjeżdżają nafciarze, wraca. Razem opuszczają rodzinne strony i zaczynają nowe życie.